# Le Système du Docteur Ox
Pour plus de détails, voir Fiche technique et Distribution.
Le Système du Docteur Ox (Go and Get It) est un film muet américain de Marshall Neilan et Henry Roberts Symonds, sorti en 1920.

## Synopsis
Un journaliste intrépide tente de résoudre une série de meurtres commis par un gorille portant le cerveau transplanté d'un être humain.

## Fiche technique
- Titre original : Go and Get It

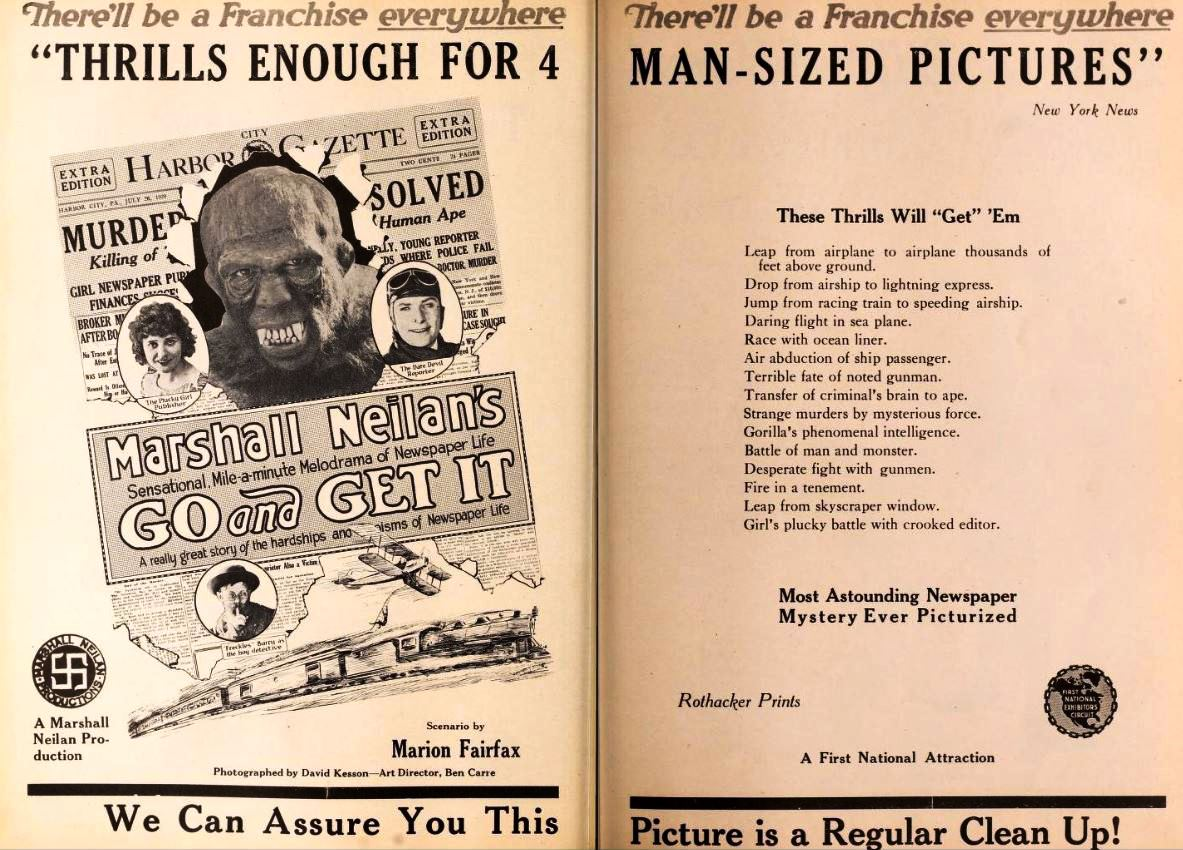
Publicité pour Exhibitors Herald.

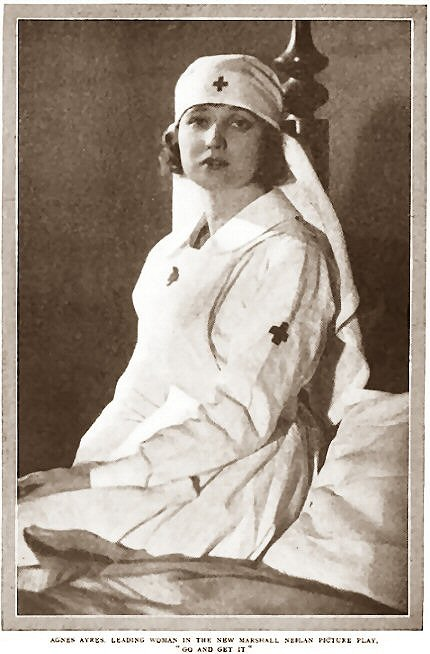
Agnes Ayres

- Titre français : Le Système du Docteur Ox
- Réalisation : Marshall Neilan et Henry Roberts Symonds
- Assistant réalisateur : Howard Hawks
- Adaptation : Marion Fairfax
- Photographie : David J. Kesson
- Direction artistique : Ben Carré
- Société de production : Marshall Neilan Productions
- Société de distribution : First National Exhibitors' Circuit
- Pays de production :  États-Unis
- Langue originale : anglais
- Format : Noir et blanc — 35 mm — 1,33:1 — Muet
- Genre : Film historique
- Durée : 70 minutes
- Distribution : United Artists
- Dates de sortie : 
  - États-Unis : 18 juillet 1920
  - France : 26 janvier 1923

## Distribution
- Pat O'Malley : Kirk Connelly
- Wesley Barry : Dinty
- Agnes Ayres : Helen Allen
- J. Barney Sherry : 'Shut the Door' Gordon
- C. Mailles : J.L. Rich
- Noah Beery : Dr. Ord
- Bull Montana : Ferry
- Walter Long : Jim Hogan
- Lydia Yeamans Titus : Lilly Doody
- George Dromgold : Thomas Hickson
- Edward Cooper : W.W. Crocker
- Charles West : Slim Hogan
- Samuel G. Blythe
- Myles Lasker
- Ring Lardner
- Irvin S. Cobb
- Arthur Brisbane
- Robert Edgren
- Fred L. Wilson